# フォーサーズシステム

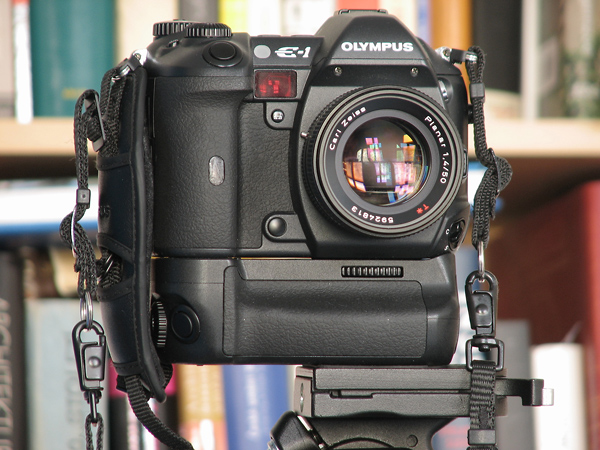
オリンパスE-1

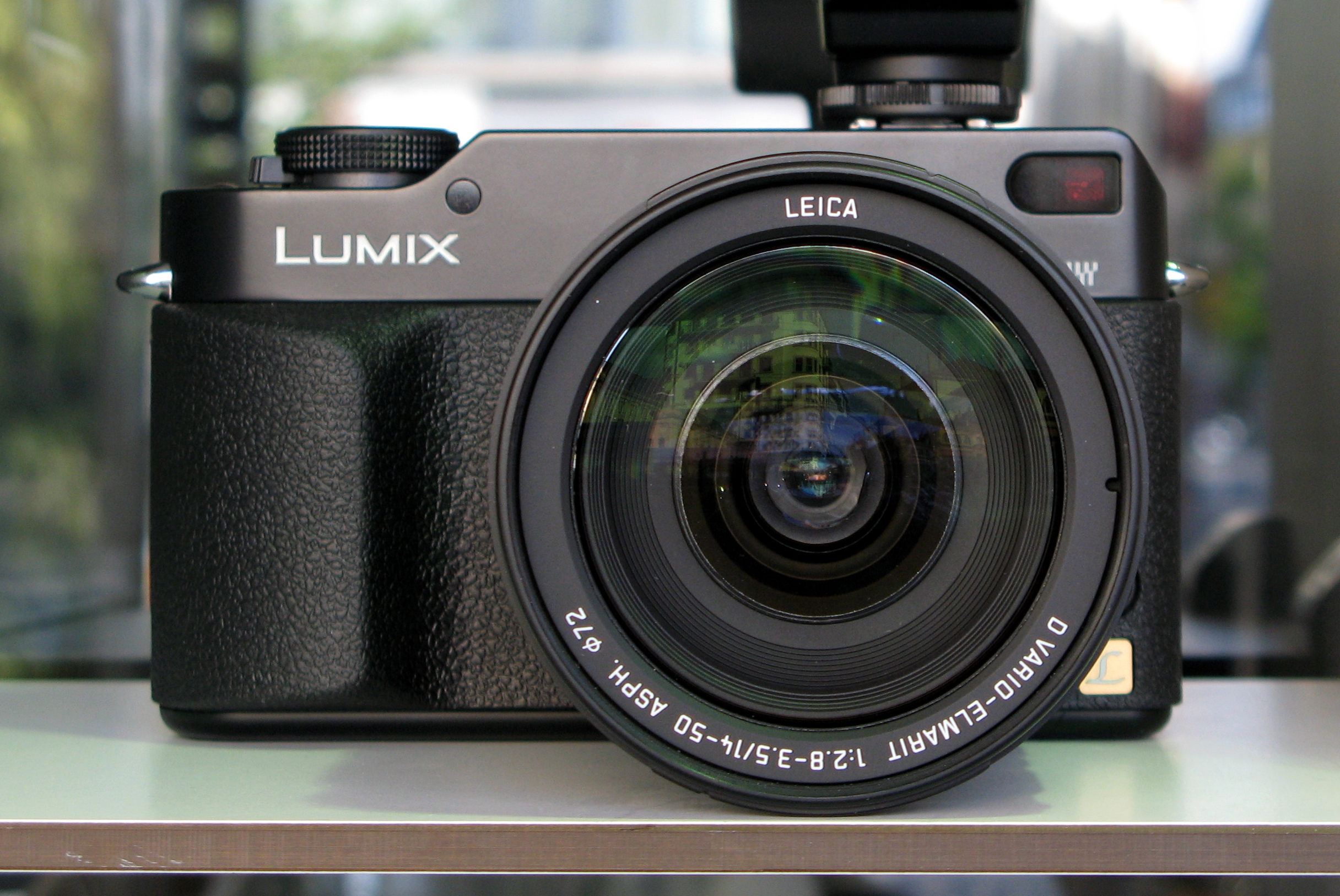
パナソニック・ルミックスDMC-L1

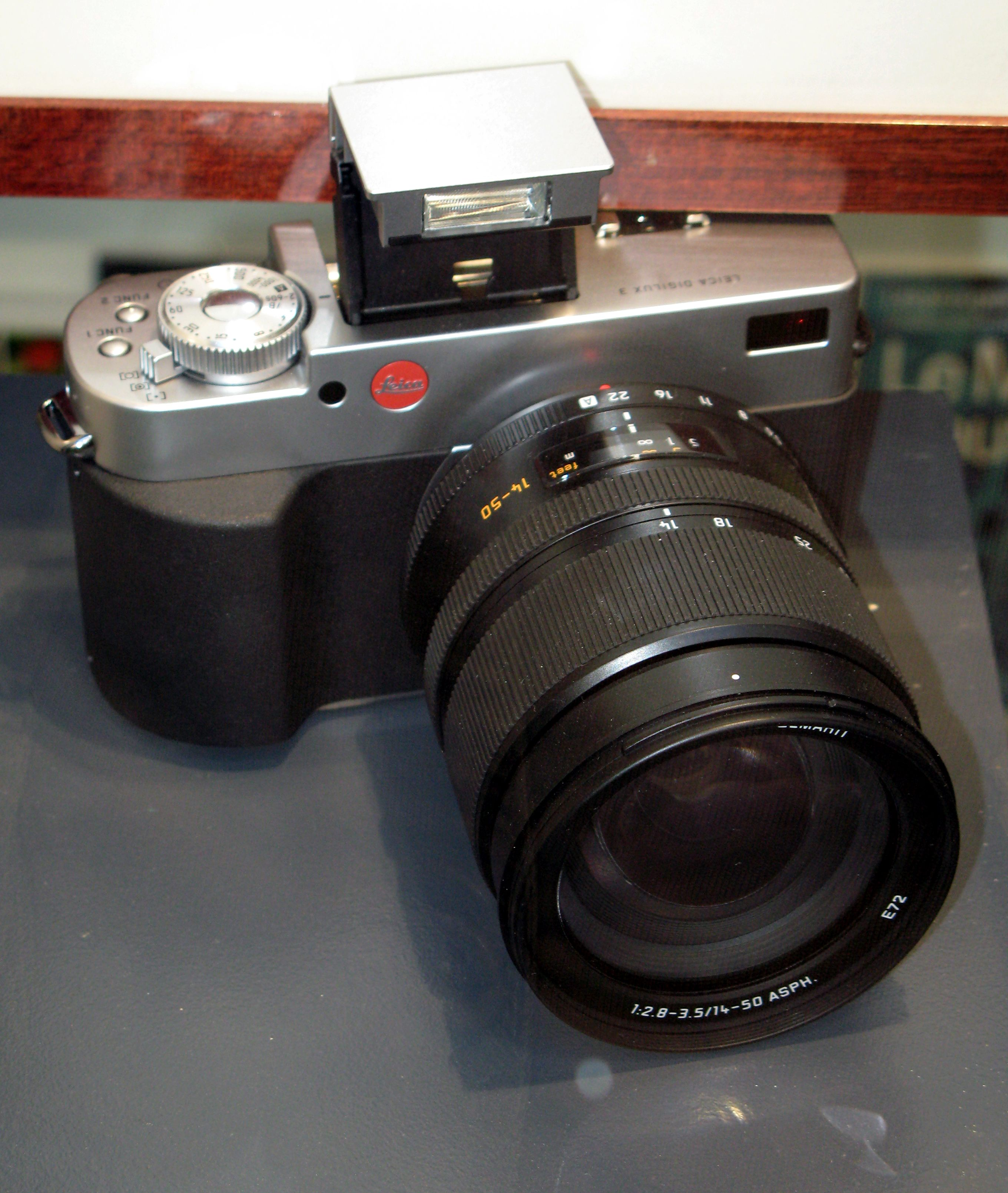
ライカDIGILUX3

フォーサーズシステム（Four Thirds System）は、デジタルカメラにおける共通規格のひとつである。日本のオリンパスと、アメリカのコダックによって提唱された。
名称の由来となった4/3型（約17.3mm×13mm）のイメージセンサーと、これに適する標準規格化されたレンズマウント及びデジタル専用設計の交換レンズが規格の中核となっている。
2008年8月5日には、フォーサーズシステムの拡張規格であるマイクロフォーサーズシステムが発表されている。

## 概要
フォーサーズシステムのフランジバックは38.67mm、イメージセンサーの記録対角長が21.63mm（35mm写真フィルムにおける記録面の対角長43.26mmの1/2）と規格化されており、それを元にイメージサークルの直径が決められている。センサーサイズが本来のフォーサーズサイズ（18mm × 13.5mm）よりも小さいのは、21.63mmを4:3の辺を持つ長方形に換算すると、約17.3mm×13mmになるためである。画面サイズは110フィルムに近い。
テレセントリック性の追求（後述）によりレンズの口径やフランジバック長が大きくなってしまったため、当初はより大型のセンサーを採用した他社のデジタル一眼レフカメラと同等程度の大きさとなった。しかしその後本体およびレンズの小型化も進み、さらに小型化を志向するものとしてマイクロフォーサーズシステムも登場した。

## 特質

### メリット
望遠レンズの小型・軽量化
イメージサークルは従来の35mmフルサイズカメラと比較して約半分強であり、そのためフォーサーズシステムのレンズの焦点距離を35mm判換算焦点距離とするためには約2倍とすることになる。これにより望遠レンズにおいては、大型のセンサーを採用する他社のデジタル一眼カメラシステムより小さく軽く設計することが可能である。
PC等におけるフルスクリーンでの表示
イメージセンサーのアスペクト比が4:3であるため、640×480、1024×768、1600×1200等標準的なコンピューターディスプレイにおいてフルスクリーンで表示させることが可能であるが、近年はHD映像の普及と共に16:9等の横に広いディスプレイが増えてきたため徐々に当てはまらなくなってきている。
オープン規格
フォーサーズシステムはオープン規格としてカメラメーカー等の業界団体に対しNDAベースで公開されており、他のメーカーの参入を可能としている。フォーサーズシステム対応機器においてはメーカーを問わずレンズやボディ間の互換性が保たれる。
2005年までオリンパス以外のメーカーからはボディが発売されていなかったが、2006年にはパナソニックよりDMC-L1、ライカよりDIGILUX 3が発売された。
テレセントリック性
従来の一眼レフカメラのシステムを流用したデジタル一眼レフカメラにおいては、以下の問題が残されている。
1. イメージセンサーの光電子変換素子となるフォトダイオードは構造的に深い部分に配置されている。そのため、垂直から大きく外れた角度で光を入射するとケラレによりフォトダイオードまで十分に光が届かない。また、イメージセンサーはピクセルの大きさに対しフォトダイオードの大きさが小さいため、たとえ垂直に光が入射しても、フォトダイオードに当たらない光は無駄になっていた。これらの問題を軽減させるため、通常イメージセンサーはマイクロレンズと組み合わせて使用される。マイクロレンズに入射した光はフォトダイオードの中心でスポットを結ぶように設計されているため、開口率が大幅に改善される。しかし、入射する光線の角度が垂直から大きく外れるとスポットがフォトダイオードから外れてしまうため光量の低下を招く。この現象は、デジタル一眼レフカメラにおいて周辺光量の低下となって現れる。なお、この問題は主に従来型のCMOSセンサーにおいて起こるものであり、裏面照射型CMOSセンサーを採用している機種では若干解消されている。
2. イメージセンサに対して垂直から大きく外れた角度の光線が入射すると、マイクロレンズに入射した光が本来向かうべきフォトダイオードから外れ、隣接するフォトダイオードに光が漏れる。周辺部の光線角度が大きくなる広角レンズをデジタル一眼レフカメラに使った場合、この現象によって周辺部の解像力の低下を招く。
3. 一般的なカラーのイメージセンサーにはローパスフィルターが使われており、これによって偽色やモアレの発生を低減させている。しかし、ローパスフィルターの効果は入射角度に依存して大きくなるため、像側の周辺部の光線角度が大きいレンズをデジタル一眼レフカメラに使った場合、ローパスフィルターの効果が過剰に現れ、周辺部の解像力が大きく低下する。
4. 従来の一眼レフカメラのシステムでは、レンズの後玉と撮像面（フィルム）の間には空気しか存在しない条件で設計されていたが、デジタル一眼レフカメラはローパスフィルターやイメージセンサーのカバーガラス等が存在するため、銀塩用として設計されたレンズを流用した場合には収差が発生することになる。これはF値の小さいレンズや、イメージセンサーに対して光線角度が大きくなる広角レンズの周辺部において影響が大きくなる。

以上1〜4の理由により、レンズ一体型のデジタルカメラやレンズ交換を前提とした一部の業務用カメラシステムでは、像側のテレセントリック性を高めたレンズ設計が行われている。
フォーサーズシステムはこれらの問題を抜本的に解決するため、従来のマウントを捨てデジタル専用として設計を一新させた。この専用システムの構築によりイメージセンサーの中心部から周辺部まで垂直に近い光が届く、テレセントリック性の高い光学設計が可能となっているのが最大の特徴である。これによりフォーサーズシステムでは望遠から超広角に至るまで開放においても画面の中心部から周辺部まで安定した画質を得ることに成功している。
ほこり除去機構
フォーサーズシステムの他の大きな特長として、オリンパスが開発したダストリダクションシステムの存在がある。これは、外界との隔壁となる円形の薄いガラス製の光学窓を、円周状の圧電アクチュエーターにて共振周波数（約30kHzの超音波帯域）で振動させることで付着したゴミを振るい落とし、下部に設けられた粘着剤付きのポケットに集塵するシステムである。この光学窓はフォーサーズシステム特有のバックフォーカスの長さを利用し、イメージセンサーから光軸方向に離れた位置に配置されており、万一ゴミが取りきれなかったとしても比較的写り込み難いようになっている。このシステムがフォーサーズシステムの規格に内包されているかどうかは不明であるが、現在のところ呼び名は異なるものの他メーカーのフォーサーズ準拠のカメラボディにも組み込まれている。

### デメリット
暗所での高感度撮影
他の一眼デジタルカメラ規格と比較すると小さいイメージセンサーのためノイズ特性が原理的に劣る。例えばフォーサーズのISO200と35mmフルサイズのISO200では、35mmフルサイズのほうがSN比は約2段優れている。これはフォーサーズのISO200のSN比が35mmフルサイズのISO800に相当し、フォーサーズではISO100やISO200で撮影した写真でも比較的ノイズが目に付く場合が少なくない。オリンパス機では「トゥルーピックV」等の画像処理エンジンによってノイズの低減に取り組んでいる。
被写界深度の浅さを利用する写真表現
イメージセンサーが小さいことに起因する被写界深度が深いことによるボケ表現の浅さがある。ボケ表現をするためには被写界深度を浅くする必要があるが、同画角レンズを同条件下で使用した場合フォーサーズは原理的に35mmフルサイズほどの浅い被写界深度を実現できないためボケが少なく、ボケを増やすにはより焦点距離の長いレンズを使う必要がある。
ファインダー像
マットスクリーンに結ぶ像が小さいことによるファインダー像の小ささが欠点としてあげられる。これにより、他のフォーマットのデジタル一眼レフカメラよりもマニュアルフォーカス時のピント合わせの難易度が高い。

## 製品一覧

### カメラ本体
- オリンパス
- パナソニック
  - ルミックス DMC-L1
  - ルミックス DMC-L10
- ライカ
  - DIGILUX 3（DMC-L1のOEMモデル）

### 交換レンズ

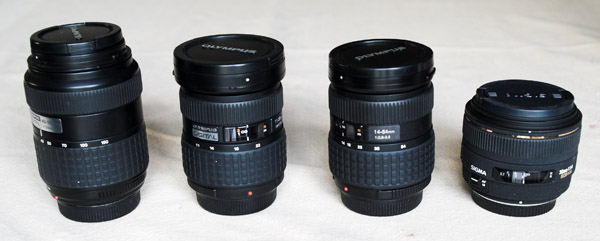
フォーサーズシステムレンズ群の一部

- オリンパス - ズイコーデジタルレンズ#フォーサーズシステム用参照
- シグマ - DC/DGレンズ[注 5]
- パナソニック/ライカ - LEICA Dレンズ
  - LEICA D VARIO-ELMARIT 14-50mm/F2.8-3.5 ASPH./MEGA O.I.S.
  - LEICA D VARIO-ELMAR 14-50mm/F3.8-5.6 ASPH./MEGA O.I.S. - 唯一絞り環がない。
  - LEICA D VARIO-ELMAR 14-150mm/F3.5-5.6 ASPH./MEGA O.I.S.
  - LEICA D SUMMILUX 25mm/F1.4 ASPH.

### マウントアダプター
フォーサーズシステムのボディに対し、次のレンズ用のマウントアダプターが純正オプションとして発売されている。
- オリンパスOMシステム
- ライカRシステム

## 規格賛同メーカー
- オリンパスイメージング（現OMデジタルソリューションズ） - 規格提唱メーカー、初期からボディを発売。
- イーストマン・コダック・カンパニー - 規格提唱メーカー、主にCCDセンサーを供給。
- 富士フイルム - 2003年に規格賛同。
- 三洋電機 - 2004年に規格賛同、ボディ開発供給を表明。2011年時点では対応ボディは発売されていない。
- シグマ - 2004年に規格賛同、交換レンズを発売。
- パナソニック - 2004年に規格賛同、2005年にオリンパスとの一眼レフカメラ共同開発を発表、イメージセンサーとして1980年代に開発されたCPDセンサの流れを受け継ぐνMaicoviconをスチルカメラ用に最適化したLive MOSを供給。2006年にボディを発売。
- ライカカメラAG - 2006年に規格賛同、パナソニックへのライセンス供与という形で交換レンズの供給を行なう。またパナソニックからのOEMを受けてボディを発売している。

## 他規格との撮像素子サイズの比較
- 35mmフルサイズ - 撮像素子36mm×24mm（アスペクト比3:2）
- APS-Cサイズ - 撮像素子23.4mm×15.6mm（アスペクト比3:2）
- APS-Hサイズ - 撮像素子28.1×18.7mm（アスペクト比16:9）

※各規格ごとの実際の撮像素子サイズはメーカーや発売時期によって異なり、おおよその目安である。